# Pirata minutus
Pirata minutus là một loài nhện trong họ Lycosidae.
Loài này thuộc chi Pirata. Pirata minutus được James Henry Emerton miêu tả năm 1885.